# 錦町 (臺北市)
錦町為臺灣日治時期臺北市之行政區，位於福住町之南，千歲町之東，為日人居住地區。戰後劃入大安區，今臺北市和平東路一段、杭州南路二段與潮州街一帶。町內有「錦町六條通」。

## 町內設施
- 錦町日式宿舍群